# 皮埃尔·利特巴尔斯基
皮埃尔·米夏埃尔·利特巴尔斯基（Pierre Michael Littbarski，1960年4月16日—），德国前足球运动员，現為足球教练，曾任教德甲禾夫斯堡。

## 球员生涯
利特巴尔斯基早年是在小球会效力，至1978-79年赛季转会至科隆队，首先是作为前锋，后来作为进攻型中场出场。他在406场德甲比赛当中一共打进116球，其間贏得一個德國盃。
1986年转会至法國之巴黎競技隊，出场32次，打进4球。然而他在巴黎的经历并不愉快，在接下来的赛季中仅出场两次。他于是在1987年8月份重返科隆，为了成功转会，他甚至提出被租借回科隆。1993年，他来到了新成立的日本J联赛的JEF联市原·千叶队，并在那里结束了他的球员生涯。 

### 国家队
从1981年至1990年，利特巴尔斯基身披国家队战袍73次，攻入18球，其中3粒为世界杯入球，并且以7次助攻，在世界杯助攻榜上仅次于马拉多纳的8次。他参加过3届世界杯（1982年西班牙，1986年墨西哥，1990年意大利）和两届欧锦赛（1984年法国和1988年德国）。他国家队的巅峰时刻是在意大利世界杯决赛中德国队以1：0战胜阿根廷第三次捧起世界杯。